# Sarah MacKenzie (personnage)
Sarah « Mac » Mackenzie est l'un des personnages de fiction principaux de la série télévisée américaine JAG. Elle est interprétée par l'actrice Catherine Bell.

## Biographie de fiction
Le major Sarah Mackenzie, surnommée "Mac", arrive au JAG où elle va être la nouvelle coéquipière du Capitaine Harmon Rabb Jr, surnommé "Harm". Elle ignore que peu avant son affectation, Harm a perdu sa meilleure amie Diane, à qui elle ressemble comme deux gouttes d'eau, ce qui perturbe pas mal le Capitaine.
Ils vont se retrouver tous deux embarqués dans diverses aventures au cours de leur enquête. Harm l'aide à défendre son oncle Matt, qui a volé la déclaration d'indépendance des Etats-Unis. Elle lui confie alors son alcoolisme. Ils se rapprochent au cours de leurs enquêtes et affaires et une certaine tension sexuelle est palpable entre eux, bien qu'ils ne sortent pas ensemble, obéissant au règlement de l'armée interdisant toute fraternisation.
Lorsque Harm rouvre l'enquête concernant la mort de Diane, ils échangent un baiser que Mac attribue à un dernier adieu à Diane, la jeune femme portant un uniforme similaire à celui qu'elle portait à l'époque.
Mac fréquente un moment un avocat civil du nom de Dalton Lowne. Pour lui, elle quittera un temps le service actif afin de se lancer dans un cabinet privé. Elle reviendra au JAG peu après et sera surprise de découvrir que sa lettre de démission n'a pas été transmise par l'Amiral Cheggwidden. Peu après son retour au JAG, Mac quitte Dalton car il a abusé de sa confiance pour obtenir des informations sur une affaire. Il insistera pour la reconquérir et Mac, harcelée pendant un moment, pensera que c'est lui le harceleur, jusqu'à ce qu'il se fasse assassiner par ce même harceleur. Harm et l'Amiral vont soutenir Mac pendant cette épreuve. L'Amiral et Mac vont même résister in extremis à l'échange d'un baiser lors d'une fête organisée par lui. Le harceleur, qui n'est autre que l'enquêteur du meurtre de Dalton, finit par être arrêté alors qu'il venait de tenter d'enlever Mac.
Quelque temps plus tard, Mac, parlant couramment le russe, accompagne Harm en Russie à la recherche de son père. Ils manquent de se faire abattre, se cachent auprès de bohémiens et finissent par obtenir les informations qu'ils sont venus chercher, même si ce ne sont pas celles qu'espérait Harm, son père étant bel et bien décédé. Ils reviennent donc aux Etats-Unis poursuivre leur travail au JAG.
Harm découvre que son problème de vision nocturne qui lui a fait choisir la carrière d'avocat, ne pouvant plus voler, est opérable. Il décide de reprendre sa carrière de pilote, sans en parler à sa petite amie du moment ni à Mac, qui en est particulièrement affectée lorsqu'elle le découvre. Il finira par revenir néanmoins au JAG après quelques mois passés en mer.
Un jour, Mac appelle Harm pour la défendre lors d'un procès pour meurtre. Ce dernier est alors surpris de découvrir que Mac était mariée. Et son mari vient d'être abattu. Les deux accusés sont Mac et le Lieutenant Colonel Farrow, avec qui elle a entretenu une liaison par le passé lorsqu'elle travaillait à Okinawa. 
Grâce au travail de Harm, Mac sera relaxée, ainsi que John Farrow.
Au cours de ce procès, Mac et Harm ont une altercation avec le Capitaine Mic Brumby, de la marine australienne, venu en renfort au JAG dans le cadre d'un échange. À la suite de la conclusion de ce procès, Mic invite Mac au restaurant pour se faire pardonner.
Au fil des semaines, Mic tente tant bien que mal de séduire Mac. Malheureusement pour lui, elle ne semble pas être très sensible à son charme. Elle l'embrasse néanmoins, peu avant qu'il ne reparte pour l'Australie. Il essaie alors de la faire venir mais elle refuse systématiquement ses invitations, jusqu'à ce qu'une affaire conduise plusieurs officiers du JAG sur les quais de Sydney. Les deux personnes se rapprochent alors et Mic lui demande sa main sous un ciel étoilé dans lequel se dessine la Croix du Sud. Mac refuse de l'épouser mais Mic insiste pour qu'elle porte la bague à la main droite le temps de se décider. A l'aéroport, au moment de se dire au revoir, Harm se retourne avant d'embarquer et voit Mac et Mic en train de s'embrasser pour se dire au revoir. Il est attristé par ce spectacle, d'autant qu'il a repoussé les avances de Mac quelques jours plus tôt malgré l'attirance qu'il éprouve pour elle depuis toujours. Commence alors une relation à distance entre Mac et Mic.
Las de se trouver si loin de la femme qu'il aime, Mic donne sa démission de la marine et débarque rejoindre Mac à Washington. La jeune femme ne semble que partiellement ravie de le voir débarquer dans sa vie, la distance empêchant tout engagement plus sérieux.
Petit à petit, Mac accorde sa confiance à Mic et lorsque celui-ci lui lance un ultimatum, elle passe la bague à sa main gauche, acceptant ainsi de devenir sa femme. Les préparatifs du mariage commencent alors. Harm en est bien entendu très affecté même s'il refuse de l'admettre. Lors du dîner de répétition, Harm et Mac s'isolent pour discuter sur la terrasse et leur échange se termine par un baiser passionné que Mac qualifiera de baiser d'adieu. La date fatidique approche et le dîner de répétition la veille coïncide avec le quotas d'heure de vol annuel que doit effectuer Harm. Mac est fâchée qu'il s'en aille les faire à ce moment-là car elle a peur qu'il ne revienne pas à temps. Il lui dit alors impulsivement que s'il doit être présent à son mariage pour qu'il réussisse, c'est peut-être qu'elle n'épouse pas la bonne personne. Mac se refuse alors à lui souhaiter bonne chance comme elle le fait habituellement.
Lors du dîner de répétition, l'Amiral reçoit un appel du porte-avions sur lequel était parti Harm. Le Capitaine voulant assister au mariage de son amie, a bravé la tempête pour arriver à temps, et a disparu en mer avec son RIO. Mac se morfond et s'en veut terriblement. Les recherches en mer pousse Mac à reporter le mariage. Mic se montre compréhensif et accepte mais se sent impuissant et sent que la femme qu'il aime lui échappe. Grâce à certains pouvoirs parapsychiques, Mac réussit à aider l'équipe de secours qui finit par retrouver son coéquipier. Harm est dans un grave état d'hypothermie mais survit et est transporté à Washington dès que le temps le permet.
Mic souhaite reprogrammer le mariage mais Mac cherche des excuses pour ne pas fixer de date. Il finit par se lasser de devoir attendre encore et quitte Mac pour rentrer en Australie. La jeune femme se tourne alors vers Harm pour qu'il la réconforte. Ils se rapprochent beaucoup mais Harm doit alors soutenir sa petite amie qui vient de perdre son père et Mac se sauve en les voyant enlacés par la fenêtre.
Mac s'en va alors en détachement sur un porte-avion pendant plusieurs mois. Elle s'occupe des affaires légales sur le navire et se plonge dans le travail pour noyer son chagrin. Elle fait en sorte d'éviter tout contact avec Harm, n'ayant pas envie de lui expliquer en détail la raison de son départ. Elle a tout de même quelques contacts avec lui en raison des affaires qu'elle traite.
Lorsqu'elle rentre à Washington après son détachement, elle et Harm se sont quelque peu éloignés et elle est blessée d'apprendre par quelqu'un d'autre que Harm a rompu avec sa petite amie. Leurs rapports finissent tout de même par se calmer lors d'une course organisée au JAG. 
Quelque temps plus tard, l'agent de la CIA Clayton Webb fait appel à Mac pour l'aider lors d'une mission dangereuse au Paraguay. Il a besoin de ses talents pour écouter les conversations en farsi sans éveiller de soupçons. La mission tourne mal et Clayton et Mac sont faits prisonniers. Clayton se fait torturer pour éviter à Mac de subir le même sort. 
De son côté, Harm donne sa démission afin de venir la secourir. Il évite ainsi à Mac in extremis d'être à son tour soumise à la torture. Avant leur retour aux Etats-Unis, Mac dit à Harm qu'il ne pourra jamais rien y avoir entre eux. Elle espère ainsi se convaincre elle-même et tourner définitivement la page "Harmon Rabb". Elle reprend le boulot et entretient une relation amoureuse avec Clayton tandis que Harm cherche du travail de son côté, l'Amiral ne voulant pas le reprendre. Après quelque temps, Harm revient tout de même au JAG et redevient le coéquipier de Mac. Clayton et Mac poursuivent leur relation tant bien que mal, Clayton sombrant dans l'alcoolisme à la suite de ce qu'il a subi au Paraguay, Mac devant se défendre seule face à l'homme qui les avait séquestrés à l'époque. Les missions de Clayton l'éloignent régulièrement et il fait croire à sa mort lors de l'une d'elles. C'en est trop pour Mac qui met alors fin à leur relation.
De son côté, Harm a beaucoup mûri et est devenu le tuteur d'une adolescente. Lorsque Mac rompt avec Webb, il se montre attentif et souhaite la soutenir. Il lui accorde du temps, d'autant qu'elle vient d'apprendre qu'elle ne pourra probablement jamais avoir d'enfant. Harm et Mac se rapprochent alors plus qu'ils ne l'ont jamais été. Lorsque l'évolution de leurs carrières respectives les amènent à être mutés, l'un à Londres, l'autre à San Diego, la perspective d'être aussi éloignés l'un de l'autre les amènent enfin à reconsidérer leur relation. Ils échangent un baiser passionné, que l'un comme l'autre souhaite assumer et Harm demande à Mac de l'épouser. Elle accepte et ils prennent la décision de tirer au sort celui qui quittera le JAG pour suivre l'autre dans sa nouvelle vie.

## Divers
- Collègues : Harmon « Harm » Rabb Jr., Bud Roberts, Harriet Sims, Jennifer Coates, Jason Tiner, Mic Brumby, Victor Galindez, Loren Singer, Sturgis Turner, Gregory « Vic » Vukovic (membres du JAG), Clayton Webb (CIA)
- Situation de famille : veuve
- Petits amis : Dalton Lowne, Mic Brumby, Clayton Webb, Harmon « Harm » Rabb Jr (dernier épisode de la série)
- Animaux : Un chien nommé Jingo

## Grades et récompenses

### Grades
| Grade     | Major                 | Lieutenant Colonel                          |
| Promotion | dès sa 1re apparition | saison 5 – épisode 1 "Des cieux incertains" |
| Insignes  |                       |                                             |

### Récompenses
Récapitulation des décorations militaires de Mac à la fin de la série.
- Meritorious Service Medal
- Achievement Medal
- Combat Action Ribbon (en)
- Meritorious Unit Commendation (en)
- National Defense Service Medal (en) ; 2 fois récompensée ()
- Global War on Terrorism Expeditionary Medal
- Global War on Terrorism Service Medal (en)
- Overseas Service Ribbon (en)